# أسرار التوحيد في مقامات أبو سعيد
أسرار التوحيد في مقامات أبي سعيد هو كتاب من الأدب الفارسي في القرن الثاني عشر عن الصوفي أبي سعيد أبو الخير.
ويُعتقَد أن هذا الكتاب كتبه محمد بن منور، أحد أحفاد أبي الخير، بعد 130 عامًا من وفاته، كما يُعتبر أيضًا عملًا بارزًا في الأدب الصوفي، فضلًا عن كونه أحد أبرز الأعمال النثرية الفارسية في القرن الثاني عشر.
تم الحصول على نسخة من هذا الكتاب من صفحات متناثرة مكتوبة بخط اليد مخزنة في كتاب في مكتبة روسية واكتشفها فالنتين زوكوفسكي في عام 1899. وجد زوكوفسكي نسختين مختلفتين من نفس الكتاب، ونشر النسخة الأولى مضيفًا اختلافات النسخة الثانية على الجانب (كملاحظات جانبية أو فهرس).

## طالع أيضًا
- سير القديسين
- الأدب الفارسي